# وایتینگ، وایومینگ
وایتینگ(به انگلیسی: Whiting) شهری در ایالت وایومینگ کشور ایالات متحده آمریکا است که جمعیت آن در سرشماری سال ۲۰۱۰ میلادی، ۸۳ نفر بوده‌است.